# هایمینگ، تیرول
هایمینگ تیرول (به آلمانی: Haiming) یک منطقهٔ مسکونی در اتریش است که در ناحیه ایمست واقع شده‌است. هایمینگ تیرول ۴۰٫۲ کیلومتر مربع مساحت دارد ۶۷۰ متر بالاتر از سطح دریا واقع شده‌است.

## خواهرخوانده
شهر Pozuzo خواهرخواندهٔ هایمینگ تیرول هست.